# زاك برونسون
زاك برونسون (بالإنجليزية: Zack Bronson)‏ هو لاعب كرة قدم أمريكية أمريكي، ولد في 28 يناير 1974 في جاسبر في الولايات المتحدة.

## وصلات خارجية
- زاك برونسون على موقع مرجع كرة القدم المحترفة.كوم (الإنجليزية)